# Rachel Lloyd (militante)
Pour les articles homonymes, voir Rachel Lloyd (chimiste), Rachel Lloyd et Lloyd.
Rachel Elizabeth Lloyd, née en 1975 à Stalbridge, est une militante britannique contre le trafic sexuel, écrivain et fondatrice de l'ONG Girls Educational and Mentoring Services. Après avoir migré en 1997 aux États-Unis, elle se mobilise pour lutter contre le trafic sexuel sur le territoire et contre l'exploitation sexuelle des enfants et des jeunes femmes. En 1998, elle fonde Girls Educational and Mentoring Services, dont le siège se trouve à Harlem. Elle fait campagne pour que les jeunes filles tombées dans l'esclavage sexuel ne soient plus traitées en délinquantes, mais en victimes.

## Biographie
Rachel Lloyd naît en 1975 à Stalbridge, dans le Dorset. Élevée par sa mère et son beau-père, elle suit les cours dans une école privée à Portsmouth (en)[réf. souhaitée]. Pendant ses années d'école, elle souffre des préjugés et des provocations racistes de la part de l'équipe pédagogique et des autres élèves, ce qui la conduit à se déscolariser à l'âge de 13 ans.
À l'âge de 17 ans, elle pratique la prostitution pour la première fois. Elle déménage en Allemagne dans l'espoir de changer de vie. Elle commence à reprendre pied avec le soutien d'un famille de militaires et d'une église sur une base de l'aviation américaine en Allemagne,.
En 1997, elle migre aux États-Unis et commence à intervenir auprès de détenues adultes. Son travail porte sur des femmes adultes issues de la prostitution ainsi que sur des femmes incarcérées à Rikers Island et d'autres maisons d'arrêt. Elle s'investit dans la politique intérieure pour lutter contre la traite sexuelle des êtres humains, à commencer par celle des enfants et des jeunes femmes,. Elle s'efforce aussi d'aider les femmes qui exercent dans la rue au Bronx. Durant cette période, elle constate la nécessité d'offrir des services locaux aux jeunes femmes qui risquent de tomber dans l'exploitation sexuelle ou qui en sont victimes. Elle remarque que les besoins affectifs et pratiques de ces femmes n'intéressent pas les services sociaux des organismes publics.
Après son arrivée à New York, Lloyd reprend ses études pour réussir l'examen du General Educational Development, ce qui lui donne accès à d'autres établissements : elle s'inscrit dans l'enseignement supérieur et obtient une licence de lettres en psychologie au Marymount Manhattan College et une maîtrise en anthropologie urbaine appliquée au City College of New York.
En mars 1998, elle participe au premier International Summit of Sexually Exploited Youth, porté par l'International Centre to Combat Exploitation of Children du Canada. Au cours de ce congrès, elle contribue à la rédaction d'une déclaration et d'un appel aux actes adressé aux gouvernements du monde. En octobre 2009, cette déclaration est présentée aux Nations-Unies ; le document est ratifié par 120 pays,.
La même année, elle fonde Girls Educational and Mentoring Services,, ONG qui secourt les jeunes filles et femmes victimes de l'industrie du sexe aux États-Unis. Lloyd s'est appuyée sur sa propre expérience, en tant que victime d'exploitation sexuelle à l'adolescence, ainsi que sur ses relations inefficaces avec les services sociaux. En 2012, l'ONG fait partie des principales associations de secours aux jeunes filles et femmes âgées de 12 à 24 ans, victimes d'exploitation sexuelle et de traite sur le territoire. L'association propose des services directs à plus de 1 000 jeunes filles et femmes chaque année.
En 2004, le New York Daily News cite Rachel Lloyd parmi les « 100 femmes qui façonnent New York ». En 2006, la chaîne WCBS-TV la cite en tant que « New-yorkaise célèbre ».
En février 2010, Lloyd présente son témoignage devant l'United States Senate Judiciary Subcommittee on Human Rights and the Law au sujet de la prostitution enfantine et de la traite sexuelle aux États-Unis. Le sénateur Dick Durbin, qui préside cette sous-commission, a abordé le thème du Safe Harbor for Exploited Youth Act et déclaré que le Congrès doit adopter une position claire sur le fait que les enfants victimes de traite sexuelle ne doivent pas être traités en délinquants.

## Film
Lloyd s'investit pour corriger des conceptions erronées selon lesquelles les enfants sont des délinquants et proteste contre les lois et les verdicts en ce sens aux États-Unis. Elle a milité auprès des législateurs de l'État de New York pour qu'ils votent la loi Safe Harbor for Exploited Youth Act : cette loi définit les enfants comme victimes, et non comme délinquants, et leur propose les services sociaux nécessaires. En 2007 paraît le film documentaire Very Young Girls, qui décrit le travail de Girls Educational and Mentoring Services. Dirigé par David Schisgall, le film présente la traite à travers les personnages de deux adolescentes américaines de 13 et 14 ans victimes d'abus et d'exploitation par des proxénètes dans les rues de New York, tandis que la police les voit comme des délinquantes adultes,

## Ouvrage
- Lloyd, Rachel (2011). Girls Like Us: Fighting for a World Where Girls Are Not for Sale, an Activist Finds Her Calling and Heals Herself, Harper, 288 pages.  (ISBN 978-0061582059)